# Меркачов Валентин Миколайович
Валентин Миколайович Меркачов (13 травня 1938 — 29 вересня 1996, Одеса) — український радянський діяч, генеральний директор Одеського виробничого об'єднання імені Дзержинського, 2-й секретар Одеського обкому КПУ.

## Біографія
Народився 13 травня 1938 року.
Освіта вища. Член КПРС.
У 1979—1990 роках — генеральний директор Одеського сталепрокатного виробничого об'єднання імені Дзержинського.
У червні 1990 — серпні 1991 року — 2-й секретар Одеського обласного комітету КПУ.
Помер у 1996 році в Одесі. Похований на Новоміському (Таїровському) кладовищі.

## Праці
- Экономический справочник машиностроителя/ В. Н. Меркачев, А. И. Бутенко. — Одесса: Маяк, 1991. — 198 с.
- Спавочник волочильщика провоки/ М. Б. Горловский, В. Н. Меркачев. — М.: Металургия, 1993. — 335 с.

## Патенти
- Устройство для циклической подачи рулонного упаковочного материала// Патенты//http://patents.su/4-1611791-ustrojjstvo-dlya-ciklicheskojj-podachi-rulonnogo-upakovochnogo-materiala.html